# Берти, Доменико
Доменико Берти (итал. Domenico Berti; 17 декабря 1820, Кумьяна, Пьемонт — 22 апреля 1897, Рим) — итальянский политический и государственный деятель, философ, педагог, писатель
, эссеист.

## Биография
Образование получил в Туринском университете. В 1849 году занял кафедру философии и с того же года, за исключением 1857—1860 годов, был членом сардинского и итальянского парламента.
Был профессором моральной философии в Туринском университете, затем истории философии в университете Рима, где провёл исследования итальянской мысли эпохи Возрождения.
В 1865—1867 годах работал министром народного образования Королевства Италия, а с 1881 по 1885 год — министром сельского хозяйства, промышленности и торговли. В 1885 году вышел в отставку.
Автор книги «Жизнь Джордано Бруно да Нола», опубликованной в Турине издательством Paravia в 1868 году.
Кроме многочисленных педагогических и политических брошюр и статей, ему принадлежит: «Vita di Giordano Bruno» (Typ., 1868); «Copernico e le vicende del Sistema Coperinkano in Italia» (Рим, 1876); «Il Processo di Galileo Galilei» (Рим, 1876; 2 изд., 1878); «Cesare Alfieri» (Рим, 1877); «Di Cesare Cremonino e della sua controversia con l’Inquisizione» (Рим, 1878); «Giovanni Valdes e i suoi discepoli» (Рим, 1878); «Vita ed opere di Tommaso Campanella» (Рим, 1878).
В политике, как и в литературе, являлся сторонником умеренной консервативно-клерикальной партии.

## Память
- Его именем назван старейший учебный институт в Италии, действующий с 1848 года.